# NGC 5579
NGC 5579 је спирална галаксија у сазвежђу Волар која се налази на NGC листи објеката дубоког неба.
Деклинација објекта је + 35° 11' 21" а ректасцензија 14h 20m 26,4s. Привидна величина (магнитуда) објекта NGC 5579 износи 13,7 а фотографска магнитуда 14,4. NGC 5579 је још познат и под ознакама UGC 9180, MCG 6-32-2, CGCG 191-80, CGCG 192-3, ARP 69, VV 142, PGC 51236.